# باب وودوارد
باب وودوارد (انگلیسی: Bob Woodward؛ زاده ۲۶ مارس ۱۹۴۳) یک خبرنگار اهل ایالات متحده آمریکا است. او و کارل برنستین دو خبرنگار واشینگتن پست نقش اصلی در فاش شدن رسوایی واترگیت و استعفای نیکسون رئیس‌جمهور آمریکا داشتند. این گزارش با نام تمام مردان رئیس‌جمهور منتشر شد.
وودوارد پس از گزارش هایش در مورد واترگیت به کار برای واشنگتن پست ادامه داد. او 21 کتاب در زمینه سیاست و امور جاری آمریکا نوشته است که 14 کتاب در صدر فهرست پرفروش‌ها قرار گرفته‌اند.
کتاب دیگر وودوارد با عنوان ترس: ترامپ در کاخ سفید در ۱۱ سپتامبر ۲۰۲۰ منتشر شد که نگاهی ترسناک به کاخ سفید ترامپ دارد.

## کتابها
- همه مردان رئیس جمهور (1974) درباره رسوایی واترگیت; شابک 0-671-21781-X، شماره 25 سالگرد در (1999) ISBN 0-684-86355-3; نوشته شده با کارل برنشتاین.
- روزهای پایانی (1976) درباره آخرین سال ریاست جمهوری نیکسون ISBN 0-671-22298-8; نوشته شده با کارل برنشتاین
- برادران (1979) درباره دادگاه عالی در سالهای اولیه وارن ای. برگر. شابک 0-671-24110-9; نوشته شده با اسکات آرمسترانگ
- Wired (1984) در مورد مرگ جان بلوشی و فرهنگ مواد مخدر هالیوود ISBN 0-671-47320-4
- Veil: The Secret Wars of the CIA (1987) درباره سیا در دوران تصدی ویلیام جی کیسی ISBN 0-671-60117-2
- فرماندهان (1991) در پنتاگون، اولین دولت بوش و جنگ خلیج فارس ISBN 0-671-41367-8
- دستور کار (1994) درباره اولین سال ریاست بیل کلینتون ISBN 0-7432-7407-5
- انتخاب (1996) درباره نیمه دوم دوره اول ریاست جمهوری بیل کلینتون، آمادگی های او برای انتخاب مجدد او و انتخابات مقدماتی ریاست جمهوری حزب جمهوری خواه در سال 1996 ISBN 0-684-81308-4
- سایه (1999) در مورد میراث واترگیت و رسوایی هایی که دولت های بعدی ریاست جمهوری با آن مواجه شدند ISBN 0-684-85262-4
- پدرخوانده (2000) درباره رئیس فدرال رزرو، آلن گرینسپن ISBN 0-7432-0412-3
- بوش در جنگ (2002) در مورد مسیر جنگ با افغانستان پس از 11 سپتامبر ISBN 0-7432-0473-5
- طرح حمله (2004) درباره چگونگی و چرایی تصمیم رئیس جمهور جورج دبلیو بوش به جنگ با عراق ISBN 0-7432-5547-X
- مرد پنهان(2005) درباره افشای مارک فلت، پس از بیش از 30 سال، که او Deep Throat است. این کتاب قبل از اینکه فلت عنوان خود را بپذیرد نوشته شد، زیرا او بیمار بود و وودوارد انتظار داشت که به هر طریقی منتشر شود. شابک 0-7432-8715-0.
- وضعیت انکار: بوش در جنگ، قسمت سوم (2006) درباره دولت بوش و جنگ در عراق ISBN 0-7432-7223-4
- The War In: A Secret House White History (2006–2008) (2008) ISBN 1-4165-5897-7
- جنگ های اوباما (2010) درباره نحوه مدیریت جنگ های عراق و افغانستان توسط دولت اوباما ISBN 978-1439172490
- قیمت سیاست (2012) درباره تلاش پرزیدنت اوباما و رهبران جمهوری خواه و دموکرات کنگره برای احیای اقتصاد آمریکا و بهبود وضعیت مالی دولت فدرال طی 3.5 سال. شابک 978-1451651119.
- آخرین مرد رییس جمهور (2015) درباره الکساندر باترفیلد، دستیار نیکسون که سیستم مخفی ضبط کاخ سفید را فاش کرد. شابک 978-1501116445.
- ترس: ترامپ در کاخ سفید (2018)، ISBN 978-1471181306.
- عصبانیت (15 سپتامبر 2020)،[90] ISBN 978-1982131739
- پریل (سپتامبر 2021)، با همکاری روزنامه نگار رابرت کاستا[91]
- نوارهای ترامپ: بیست مصاحبه باب وودوارد با رئیس جمهور دونالد ترامپ (ژانویه 2023) ISBN 978-1668028148[92] در 30 ژانویه 2023، ترامپ شکایت کرد و گفت که به وودوارد اجازه انتشار فایل صوتی را نداده است. وودوارد و سایمون و شوستر روز بعد بیانیه ای صادر کردند و گفتند که این دعوا 'بدون اساس' است.[93][94]
- جنگ (15 اکتبر 2024)،[95] ISBN 978-1668052273.